# Tadeusz Czarkowski-Golejewski
Tadeusz Czarkowski-Golejewski (12. prosince 1850 Smolnik – leden 1945 Borščiv) byl rakouský šlechtic a politik polské národnosti z Haliče, na konci 19. století poslanec Říšské rady.

## Biografie
Byl šlechtického původu. Od roku 1893 byl okresním starostou v Nowém Targu. Potom byl jmenován předsedy školské rady ve Lvově. Město Nowy Targ mu 16. září 1893 udělilo čestné občanství. Působil i jako poslanec Haličského zemského sněmu. Na zemský sněm byl zvolen roku 1908. Je tehdy uváděn coby konzervativní kandidát. Ve volbách roku 1913 byl poražen ukrajinským kandidátem.
Byl i poslancem Říšské rady (celostátního parlamentu Předlitavska), kam usedl ve volbách do Říšské rady roku 1897 za kurii venkovských obcí v Haliči, obvod Zališčiki, Borščiv, Horodenka atd. Ve volebním období 1897–1901 se uvádí jako rytíř Thaddäus von Czarkowski-Golejewski, statkář, bytem Vysička, pošta Borščiv.
Ve volbách roku 1897 je uváděn jako oficiální polský kandidát, tedy kandidát Polského klubu.